# Neoplan Skyliner

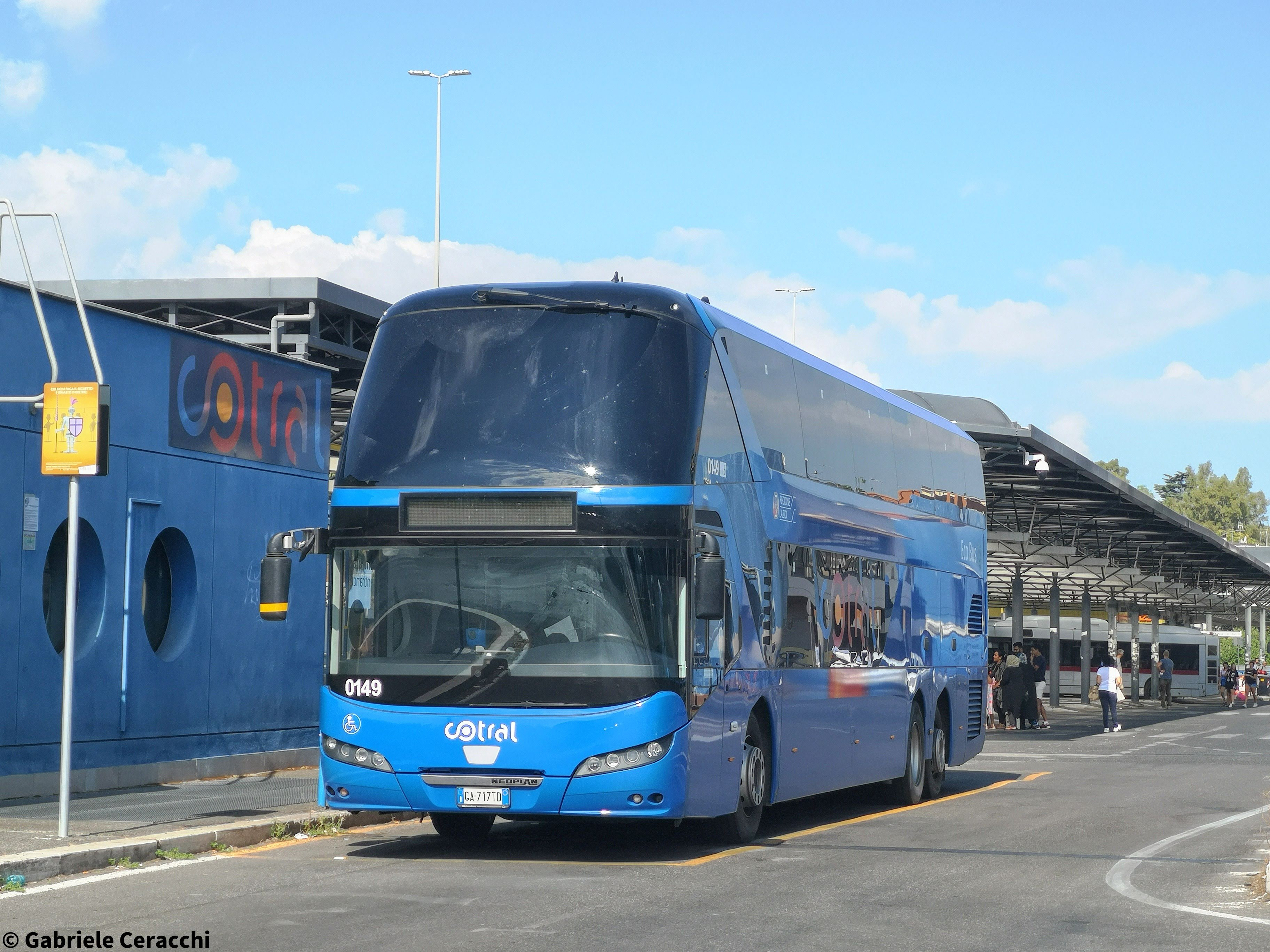
Neoplan Skyliner di Cotral in sosta a Roma Laurentina.

Il Neoplan Skyliner è un modello di autobus bipiano a tre assi progettato e costruito dall'azienda tedesca Neoplan a partire dal 1967.

## Storia

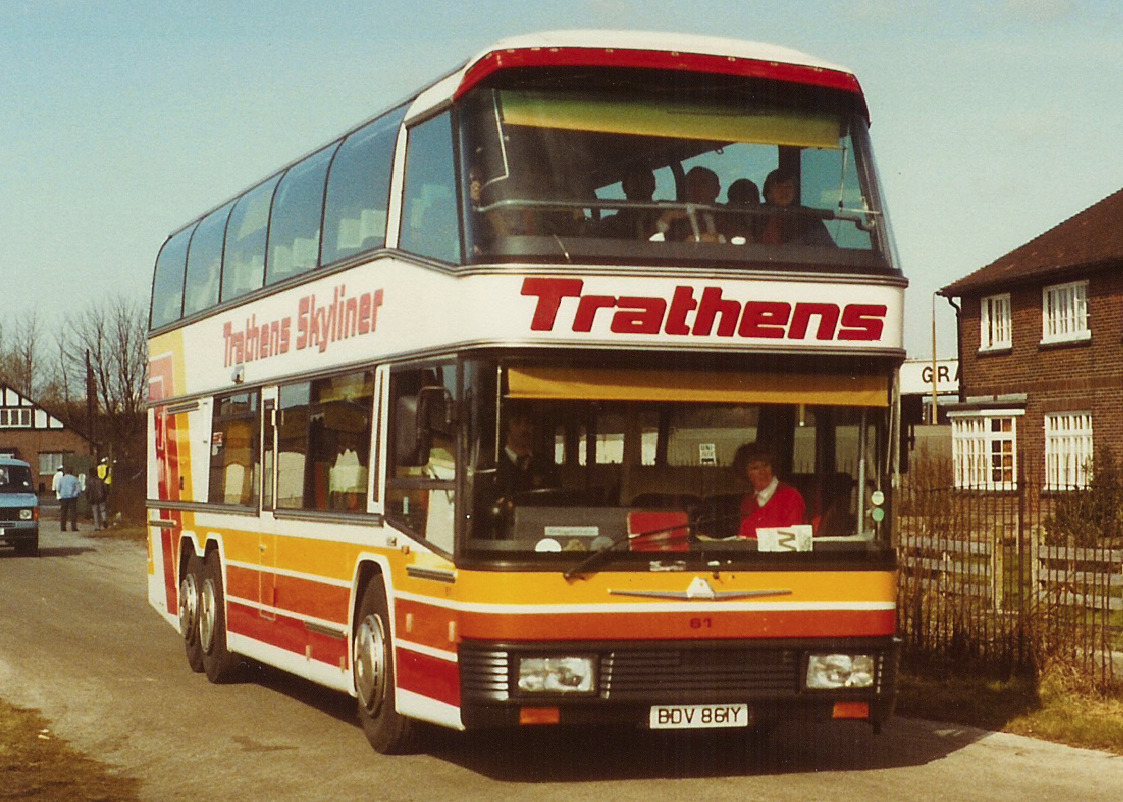
Neoplan Skyliner nella versione del 1983 utilizzato da Trathens Travel Services a Plymouth

Lo Skyliner fu progettato nel 1964 da Konrad Auwärter, secondogenito del fondatore di Neoplan Gottlob Auwärter, come parte della sua tesi di laurea. Denominato "Do-Bus" quest'ultimo si contraddistingueva per la sua leggerezza e per l'innovativo abbassamento dell'asse anteriore. Il mezzo fu presentato al pubblico nel 1967 e riscosse un discreto successo in Europa ma anche in America del Nord.
Nel 2012 ha ricevuto il Red Dot Design Award seguito nel 2016 dal Premio IBC della rivista Bus-Fahrt e nel 2017 dall'International busplaner Sustainability Prize, assegnato dal giornale Huss-Verlag.

## Caratteristiche
Lo Skyliner è oggi un autobus bipiano gran turismo a tre assi lungo 14 m, largo 2,55 e alto 4. Monta un motore in linea a sei cilindri MAN D2676 LOH abbinato ad un cambio semi-automatico MAN TipMatic a dodici marce con easy start. Ha una capacità che oscilla tra gli 87 e i 91 posti disponibili a cui si aggiungono eventualmente due posti per sedie a rotelle. Il bagagliaio ha un volume fino a 11 m³. La prima versione degli anni Sessanta era progettata con due soli assi, una lunghezza di 12 metri e un'altezza di 4. Poco dopo venne aggiunto un terzo asse posteriore, per assicurare una migliore ripartizione dei pesi e offrire un carico utile maggiore. Nel 1985 il modello ha stabilito due primati in contemporanea con il bus a due piano più corto, appena 9 metri di lunghezza e venduto soprattutto in Giappone, e con quello più lungo, il Super Skyliner da 14,5 metri utilizzato dalla NASA.
Dall'esperienza dello Skyliner, Neoplan ha ricavato due modelli di nicchia. Uno è stato il Jumbocruiser, in pratica uno Skyliner a cui era aggiunto un modulo in coda, con aggancio simile ai bus snodati, per raggiungere una lunghezza di 18 metri. L'altro è il Megaliner, bus da 15 metri a 4 assi, derivato direttamente dal Super Skyliner.
Come tutti i Neoplan, il design è sempre stato assai ricercato: fin dalla prima versione degli autobus della Casa tedesca, la matita di Auwärter ha regalato una linea decisamente caratterizzata, con i montanti dei finestrini obliqui per dare un'idea di dinamicità. Anche oggi i designer di Neoplan curano lo stile seguendo l'impronta originaria, ovviamente adeguandola alla necessaria modernità.
Il suo diretto concorrente è sempre stato il Kässbohrer Setra S228DT, anch'esso poi declinato nelle versioni via via sempre più moderne fino all'attuale Setra S531DT.

## Diffusione
Nel 1974 diversi esemplari vengono acquistati dal Southern California Rapid Transit District per prestare servizio a Los Angeles. Sempre negli Stati Uniti un quantitativo di 20 vetture viene acquistato nel 1981 dal casinò Golden Nugget di Atlantic City, mentre alcuni esemplari a 4 assi, soprannominati Super Skyliner, sono stati acquistati dalla NASA per i tour all'interno del John F. Kennedy Space Center. Un discreto quantitativo è stato acquistato anche da diverse aziende inglesi, tra cui Stagecoach e Trathens Travel Services. Altri Skyliner, fin dalla prima versione, sono stati utilizzati dall'azienda parigina Cityrama.
Un particolare esemplare di Skyliner è stato convertito nel 1980 in camper di lusso da parte di una ricca famiglia araba per il pellegrinaggio a La Mecca. A partire dal 2008 la squadra di hockey su ghiaccio tedesca Hamburg Freezers utilizza per i propri spostamenti uno Skyliner L di Thies Bustouristik.
Diversi esemplari di Skyliner sono stati acquistati da Cotral oltre che da diverse aziende private attive nel settore delle lunghe percorrenze tra cui Itabus e altri operatori affiliati a Flixbus.